# Irakli Luarsabowitsch Andronikow
Irakli Luarsabowitsch Andronikow (russisch Ираклий Луарсабович Андроников; georgisch ირაკლი ანდრონიკოვი (ირაკლი ლუარსაბის ძე ანდრონიკაშვილი); * 15. Septemberjul. / 28. September 1908greg. in St. Petersburg; † 11. Juni 1990 in Moskau) war ein russischer Literaturwissenschaftler und Schriftsteller.

## Leben
Andronikow entstammte der bedeutenden georgischen Adelsfamilie Andronikaschwili, die sich auf den Kaiser Andronikos I. Komnenos von Byzans zurückführte und nach Anschluss Georgiens an das Russische Kaiserreich die Familie der Fürsten Andronikow war. Sein Vater war der Rechtsanwalt Fürst Luarsab Nikolajewitsch Andronikow, der sich an der Februarrevolution 1917 und der Oktoberrevolution beteiligte. Sein Großvater mütterlicherseits war der jüdische Historiker und Pädagoge Jakow Grigorjewitsch Gurewitsch. Andronikow war der ältere Bruder des Physikers Elephter Andronikaschwili und Neffe der Publizistin Ljubow Jakowlewna Gurewitsch.
Als nach der Oktoberrevolution Andronikows Vater 1918 als Dozent für Geschichte der Philosophie an die Pädagogische Hochschule in Tula berufen wurde, zog die Familie in ein kleines Dorf bei Tula. Nach einem kurzen Aufenthalt 1921 in Moskau ließ sich die Familie in Tiflis nieder, wo Andronikow 1925 die Schule abschloss. Darauf studierte er Geschichte der Philosophie an der Universität Leningrad bei Boris Eichenbaum, Wiktor Schirmunski, Lew Schtscherba, Jewgeni W. Tarle und gleichzeitig Literatur am Staatlichen Institut für Kunstgeschichte. Sein Studium an der Universität Leningrad schloss er 1930 mit dem Literaturarbeiter-Diplom für Journalisten ab.
Ab 1928 trat Andronikow als Lektor der Leningrader Philharmonie hervor. Ab 1930 arbeitete er bei den Kinderzeitschriften Igel und Zeisig mit. Ab 1934 arbeitete er als Bibliograf in der Staatlichen Saltykow-Schtschedrin-Bibliothek in Leningrad.
1935 begann Andronikow als Erzähler im Klub der Schriftsteller in Moskau aufzutreten. Dabei stellte er Schriftsteller, Künstler und andere Personen mit ihren Charakteristika häufig etwas humoristisch durch entsprechende Gestik, Mimik und Sprache dar, wodurch er sehr bekannt wurde. Damit trat er bis in die 1950er Jahre auf. Zu den dargestellten Personen gehörten insbesondere A. N. Tolstoi, S. J. Marschak, I. I. Sollertinski, Fritz Stiedry, Jewgeni Tarle, Otto Schmidt, A. A. Fadejew, W. W. Iwanow und W. B. Schklowski.
1931, als Andronikow als Sekretär der Kinderabteilung des GosIsdat-Verlages arbeitete, wurde er zusammen mit Daniil Charms, Alexander Wwedenski und weiteren Angehörigen der OBERIU wegen Beteiligung an einer antisowjetischen Gruppe verhaftet (Fall Nr. 4246). Kurz darauf wurde er als einziger aus Mangel an Beweisen freigelassen.
Schon während seines Studiums begann Andronikow das Werk M. J. Lermontows zu studieren. 1936 veröffentlichte er einen ersten Aufsatz zur Biografie Lermontows in den Schriften der Universität Tiflis Nr. 1. 1939 erschien sein Buch Das Leben Lermontows. Im gleichen Jahr wurde er in den Schriftstellerverband der UdSSR aufgenommen. Während des Deutsch-Sowjetischen Krieges arbeitete er 1942 als Literatur-Mitarbeiter der Zeitung Vorwärts gegen den Feind an der Kalininer Front.
1947 verteidigte Andronikow erfolgreich seine Kandidat-Dissertation Über Lermontow: Untersuchungsergebnisse. 1948 erschien sein Buch Lermontow. Neue Ergebnisse. Weitere Aufsätze und Bücher über Lermontow folgten. 1949 wurde er Mitglied der KPdSU. Seine Monografie Lermontow 1837 in Georgien wurde 1956 von der Universität Moskau als Doktor-Dissertation anerkannt, mit der er zum Doktor der philosophischen Wissenschaften promoviert wurde.
1954 begann Andronikow mit einem Zyklus seiner Erzählungen im Zentralen Fernsehen der UdSSR aufzutreten.
1964 veröffentlichte Andronikow das Buch Lermontow. Untersuchungen und Erkenntnisse, mit dem er seine langjährigen historisch-literarischen Untersuchungen zusammenfasste. Er trug wesentlich zur Gründung der Lermontow-Enzyklopädie bei, die 1981 erschien und zu deren Redakteuren er dann gehörte.
Andronikow litt viele Jahre an der Parkinson-Krankheit. Er war verheiratet mit der Schauspielerin Wiwiana Abelewna geb. Robinson (1910–1995) und hatte zwei Töchter. Er wurde auf dem Moskauer Wwedenskoje-Friedhof begraben.
Der Kleinplanet (2294) Andronikov wurde nach Andronikow benannt.

## Ehrungen
- Orden des Roten Sterns (1943)
- Verdienter Künstler der RSFSR (1959)
- Verdienter Künstler der Georgischen SSR (1961)
- Staatspreis der UdSSR (1967) für das Buch Lermontow. Untersuchungen und Erkenntnisse[1]
- Orden des Roten Banners der Arbeit (1968)
- Leninpreis (1976) für die Fernsehfilme mit Andronikows Erzählungen[2]
- Leninorden (1978)
- Volkskünstler der UdSSR (1982)[2]
- Orden der Völkerfreundschaft (1984)
- Orden des Vaterländischen Krieges II. Klasse (1985)
- Medaille „Sieg über Deutschland“
- Medaille „20. Jahrestag des Sieges im Großen Vaterländischen Krieg 1941–1945“
- Medaille „30. Jahrestag des Sieges im Großen Vaterländischen Krieg 1941–1945“
- Medaille „40. Jahrestag des Sieges im Großen Vaterländischen Krieg 1941–1945“
- Medaille „50 Jahre Streitkräfte der UdSSR“
- Medaille „60 Jahre Streitkräfte der UdSSR“
- Medaille „70 Jahre Streitkräfte der UdSSR“
- Jubiläumsmedaille „Zum Gedenken an den 100. Geburtstag von Wladimir Iljitsch Lenin“